# Campionato europeo femminile di calcio 2025
Il campionato europeo femminile di calcio 2025 è stata la 14ª edizione del massimo torneo di calcio per squadre nazionali maggiori femminili continentale organizzato dall'UEFA. È stato ospitato dalla Svizzera.
Il torneo è stato vinto dall'Inghilterra per la seconda volta consecutiva, dopo aver sconfitto in finale la Spagna dopo i tiri di rigore.

## Scelta della sede
L'assegnazione del Paese ospitante l'edizione 2025 del campionato europeo femminile si svolse il 4 aprile 2023 a Lisbona. Erano presenti quattro diverse candidature e, per essere selezionata, era necessaria la maggioranza assoluta al primo voto. Alla prima votazione tre candidature presero lo stesso numero di voti, pertanto venne effettuato uno spareggio per definire le due candidature che avrebbero preso parte al ballottaggio. Di seguito, la sequenza degli scrutini.
| Nazione                                | 1ª Votazione | Spareggio | 2ª Votazione |
| -------------------------------------- | ------------ | --------- | ------------ |
| Svizzera                               | 4            | 6         | 9            |
| Danimarca, Finlandia, Norvegia, Svezia | 4            | 4         | 4            |
| Polonia                                | 4            | 3         | -            |
| Francia                                | 1            | -         | -            |
| Voti totali                            | 13           | 13        | 13           |

Visto l'esito del ballottaggio, l'organizzazione della fase finale del campionato europeo femminile 2025 venne assegnata alla Svizzera.

## Struttura del torneo
Il numero di squadre partecipanti alla fase finale è rimasto inalterato a 16. Il torneo si articola su due fasi, una fase a gironi ed una fase ad eliminazione diretta. Nella fase a gironi le 16 squadre sono sorteggiate in 4 gironi; accedono ai quarti di finale le prime due classificate di ciascun girone.

## Qualificazioni
Le qualificazioni alla fase finale sono iniziate il 5 aprile 2024, concludendosi il 3 dicembre dello stesso anno. Alle qualificazioni non hanno partecipato Gibilterra, Liechtenstein, Russia e San Marino.
La fase di qualificazione è stata suddivisa in tre leghe e due turni di spareggio:
- Lega A: le 12 nazionali della Lega A della UEFA Women's Nations League 2023-2024 più le 4 nazionali promosse dalla Lega B.
- Lega B: le 7 nazionali della Lega B della UEFA Women's Nations League 2023-2024 più le 4 nazionali retrocesse dalla Lega A e le 5 nazionali promosse dalla Lega C.
- Lega C: le 14 nazionali della Lega C della UEFA Women's Nations League 2023-2024 più le 4 nazionali retrocesse dalla Lega B.
- Spareggi primo turno: le terze e quarte classificate di ciascun girone della Lega A hanno affrontato le prime classificate e le tre migliori seconde dei gironi della Lega C nel "percorso 1", mentre le prime e le due migliori seconde classificate di ogni girone della Lega B hanno affrontato le due seconde peggiori classificate e le terze classificate di ogni girone della Lega B nel "percorso 2".
- Spareggi secondo turno: le 14 vincitrici del primo turno sono state sorteggiate in 7 coppie e le 7 squadre vincitrici si sono qualificate alla fase finale.

## Squadre partecipanti
| Pr. | Squadra     | Data di qualificazione certa | Partecipante in quanto                                         | Ultima presenza  |
| --- | ----------- | ---------------------------- | -------------------------------------------------------------- | ---------------- |
| 1   | Svizzera    | 4 aprile 2023                | Rappresentativa della nazione organizzatrice della fase finale | Inghilterra 2022 |
| 2   | Spagna      | 4 giugno 2024                | Vincitrice del gruppo 2 di qualificazione                      | Inghilterra 2022 |
| 3   | Germania    | 4 giugno 2024                | Vincitrice del gruppo 4 di qualificazione                      | Inghilterra 2022 |
| 4   | Islanda     | 12 luglio 2024               | Seconda del gruppo 4 di qualificazione                         | Inghilterra 2022 |
| 5   | Danimarca   | 12 luglio 2024               | Seconda del gruppo 2 di qualificazione                         | Inghilterra 2022 |
| 6   | Francia     | 12 luglio 2024               | Vincitrice del gruppo 3 di qualificazione                      | Inghilterra 2022 |
| 7   | Inghilterra | 16 luglio 2024               | Seconda del gruppo 3 di qualificazione                         | Inghilterra 2022 |
| 8   | Italia      | 16 luglio 2024               | Vincitrice del gruppo 1 di qualificazione                      | Inghilterra 2022 |
| 9   | Paesi Bassi | 16 luglio 2024               | Seconda del gruppo 1 di qualificazione                         | Inghilterra 2022 |
| 10  | Portogallo  | 3 dicembre 2024              | Vincitrice dei play-off di qualificazione                      | Inghilterra 2022 |
| 11  | Norvegia    | 3 dicembre 2024              | Vincitrice dei play-off di qualificazione                      | Inghilterra 2022 |
| 12  | Finlandia   | 3 dicembre 2024              | Vincitrice dei play-off di qualificazione                      | Inghilterra 2022 |
| 13  | Polonia     | 3 dicembre 2024              | Vincitrice dei play-off di qualificazione                      | Esordiente       |
| 14  | Svezia      | 3 dicembre 2024              | Vincitrice dei play-off di qualificazione                      | Inghilterra 2022 |
| 15  | Belgio      | 3 dicembre 2024              | Vincitrice dei play-off di qualificazione                      | Inghilterra 2022 |
| 16  | Galles      | 3 dicembre 2024              | Vincitrice dei play-off di qualificazione                      | Esordiente       |

## Stadi
Di seguito le otto città e gli otto stadi selezionati per ospitare le partite del campionato europeo femminile 2025. Sia la partita d'apertura che la finale del torneo verranno ospitate dal St. Jakob-Park di Basilea.
| \| Basilea Thun Lucerna Ginevra · Sion San Gallo Berna Zurigo \| |                        |                   |                  |
| Basilea                                                          | Berna                  |                   |                  |
| St. Jakob-Park                                                   | Stadio Wankdorf        |                   |                  |
| Capienza: 38 512                                                 | Capienza: 31 783       |                   |                  |
|                                                                  |                        |                   |                  |
| Ginevra                                                          | Zurigo                 |                   |                  |
| Stade de Genève                                                  | Stadio Letzigrund      |                   |                  |
| Capienza: 30 084                                                 | Capienza: 26 104       |                   |                  |
|                                                                  |                        |                   |                  |
| San Gallo                                                        | Lucerna                | Sion              | Thun             |
| Arena St. Gallen                                                 | Allmend Stadion Luzern | Stadio Tourbillon | Arena Thun       |
| Capienza: 19 694                                                 | Capienza: 16 800       | Capienza: 16 263  | Capienza: 10 398 |
|                                                                  |                        |                   |                  |
| Basilea Thun Lucerna Ginevra · Sion San Gallo Berna Zurigo       |                        |                   |                  |

## Sorteggio dei gruppi
Il sorteggio per la composizione dei gruppi si è svolto il 16 dicembre 2024 a Losanna, in Svizzera.
| Fascia 1                         | Fascia 2                             | Fascia 3                           | Fascia 4                            |
| -------------------------------- | ------------------------------------ | ---------------------------------- | ----------------------------------- |
| Svizzera Spagna Germania Francia | Italia Islanda Danimarca Inghilterra | Paesi Bassi Svezia Norvegia Belgio | Finlandia Polonia Portogallo Galles |

## Fase a gironi
Si qualificano alla fase a eliminazione diretta le prime due classificate di ciascuno dei quattro gironi.
In caso di parità di punti tra due o più squadre di uno stesso gruppo, le posizioni in classifica verranno determinate prendendo in considerazione, nell'ordine, i seguenti criteri:
1. maggiore numero di punti negli scontri diretti tra le squadre interessate (classifica avulsa);
2. migliore differenza reti negli scontri diretti tra le squadre interessate (classifica avulsa);
3. maggiore numero di reti segnate negli scontri diretti tra le squadre interessate (classifica avulsa);
4. se, dopo aver applicato i criteri dall'1 al 3, permane la parità tra un numero inferiore di squadre, i criteri dall'1 al 3 si riapplicano alle sole squadre in questione. Se continua a persistere la parità tra tutte le squadre, si procede con i criteri dal 5 al 9;
5. migliore differenza reti;
6. maggiore numero di reti segnate;
7. calci di rigore se le squadre in parità, dopo l'applicazione dei criteri precedenti, sono due e si stanno affrontando tra loro nell'ultima giornata;
8. classifica del fair play;
9. posizione del ranking UEFA al momento del sorteggio dei gironi.

### Gruppo A

#### Classifica
| Pos. | Squadra   | Pt | G | V | N | P | GF | GS | DR |
| ---- | --------- | -- | - | - | - | - | -- | -- | -- |
| 1.   | Norvegia  | 9  | 3 | 3 | 0 | 0 | 8  | 5  | +3 |
| 2.   | Svizzera  | 4  | 3 | 1 | 1 | 1 | 4  | 3  | +1 |
| 3.   | Finlandia | 4  | 3 | 1 | 1 | 1 | 3  | 3  | 0  |
| 4.   | Islanda   | 0  | 3 | 0 | 0 | 3 | 3  | 7  | -4 |

#### Risultati
| Arbitro: | Kulcsár |

|  |           |            |
|  | Marcatori | 70’ Kosola |

| Arbitro: | Peşu |

|            |           |                                  |
| Riesen 28’ | Marcatori | 54’ Hegerberg 58’ (aut.) Stierli |

| Arbitro: | Gasperotti |

|                                     |           |              |
| Nyström 3’ (aut.) Graham Hansen 84’ | Marcatori | 32’ Sevenius |

| Arbitro: | Huerta De Aza |

|                          |           |  |
| Reuteler 76’ Pilgrim 90’ | Marcatori |  |

| Arbitro: | Frappart |

|                   |           |                |
| Kuikka 79’ (rig.) | Marcatori | 90+2’ Xhemaili |

| Arbitro: | Peşu |

|                                  |           |                                                          |
| Gaupset 15’, 26’ Maanum 49’, 76’ | Marcatori | 6’ Jónsdóttir 84’ Eiríksdóttir 90+5’ (rig.) Viggósdóttir |

### Gruppo B

#### Classifica
| Pos. | Squadra    | Pt | G | V | N | P | GF | GS | DR  |
| ---- | ---------- | -- | - | - | - | - | -- | -- | --- |
| 1.   | Spagna     | 9  | 3 | 3 | 0 | 0 | 14 | 3  | +11 |
| 2.   | Italia     | 4  | 3 | 1 | 1 | 1 | 3  | 4  | -1  |
| 3.   | Belgio     | 3  | 3 | 1 | 0 | 2 | 4  | 8  | -4  |
| 4.   | Portogallo | 1  | 3 | 0 | 1 | 2 | 2  | 8  | -6  |

#### Risultati
| Arbitro: | Grundbacher |

|  |           |            |
|  | Marcatori | 44’ Caruso |

| Arbitro: | Demetrescu |

|                                                            |           |  |
| González 2’, 43’ López 7’ Putellas 41’ Martín-Prieto 90+3’ | Marcatori |  |

| Arbitro: | Kulcsár |

|                                                                   |           |                              |
| Putellas 22’, 86’ Paredes 39’ González 52’ Caldentey 61’ Pina 81’ | Marcatori | 24’ Vanhaermaet 50’ Eurlings |

| Arbitro: | Martinčić |

|           |           |             |
| Gomes 89’ | Marcatori | 70’ Girelli |

| Arbitro: | Demetrescu |

|              |           |                                              |
| Oliviero 10’ | Marcatori | 14’ del Castillo 49’ Guijarro 90+1’ González |

| Arbitro: | Olofsson |

|                |           |                          |
| Encarnação 87’ | Marcatori | 3’ Wullaert 90+6’ Cayman |

### Gruppo C

#### Classifica
| Pos. | Squadra   | Pt | G | V | N | P | GF | GS | DR |
| ---- | --------- | -- | - | - | - | - | -- | -- | -- |
| 1.   | Svezia    | 9  | 3 | 3 | 0 | 0 | 8  | 1  | +7 |
| 2.   | Germania  | 6  | 3 | 2 | 0 | 1 | 5  | 5  | 0  |
| 3.   | Polonia   | 3  | 3 | 1 | 0 | 2 | 3  | 7  | -4 |
| 4.   | Danimarca | 0  | 3 | 0 | 0 | 3 | 3  | 6  | -3 |

#### Risultati
| Arbitro: | Alves Batista |

|  |           |               |
|  | Marcatori | 55’ Angeldahl |

| Arbitro: | Frappart |

|                        |           |  |
| Brand 52’ Schüller 66’ | Marcatori |  |

| Arbitro: | Campos |

|                                |           |                |
| Nüsken 56’ (rig.) Schüller 66’ | Marcatori | 26’ Vangsgaard |

| Arbitro: | Ferrieri Caputi |

|  |           |                                         |
|  | Marcatori | 28’ Blackstenius 52’ Asllani 77’ Hurtig |

| Arbitro: | Gasperotti |

|                                                           |           |          |
| Blackstenius 12’ Holmberg 25’ Rolfö 34’ (rig.) Hurtig 80’ | Marcatori | 7’ Brand |

| Arbitro: | Rivera Olmedo |

|                                      |           |                       |
| Padilla 13’ Pajor 20’ Wiankowska 76’ | Marcatori | 59’ Thomsen 83’ Bruun |

### Gruppo D

#### Classifica
| Pos. | Squadra     | Pt | G | V | N | P | GF | GS | DR  |
| ---- | ----------- | -- | - | - | - | - | -- | -- | --- |
| 1.   | Francia     | 9  | 3 | 3 | 0 | 0 | 11 | 4  | +7  |
| 2.   | Inghilterra | 6  | 3 | 2 | 0 | 1 | 11 | 3  | +8  |
| 3.   | Paesi Bassi | 3  | 3 | 1 | 0 | 2 | 5  | 9  | -4  |
| 4.   | Galles      | 0  | 3 | 0 | 0 | 3 | 2  | 13 | -11 |

#### Risultati
| Arbitro: | Klarlund |

|  |           |                                     |
|  | Marcatori | 45+3’ Miedema 48’ Pelova 57’ Brugts |

| Arbitro: | Olofsson |

|                          |           |           |
| Katoto 36’ Baltimore 39’ | Marcatori | 87’ Walsh |

| Arbitro: | Alves Batista |

|                                        |           |  |
| James 22’, 60’ Stanway 45+2’ Toone 67’ | Marcatori |  |

| Arbitro: | Grundbacher |

|                                                  |           |              |
| Matéo 8’ Diani 45+1’ (rig.) Majri 53’ Geyoro 63’ | Marcatori | 13’ Fishlock |

| Arbitro: | Martinčić |

|                             |           |                                                                  |
| Pelova 26’ Bacha 41’ (aut.) | Marcatori | 22’ Toletti 61’ Katoto 64’, 67’ Cascarino 90+2’ (rig.) Karchaoui |

| Arbitro: | Klarlund |

|                                                                           |           |          |
| Stanway 13’ (rig.) Toone 21’ Hemp 30’ Russo 44’ Mead 72’ Beever-Jones 89’ | Marcatori | 76’ Cain |

## Fase a eliminazione diretta
|  | Quarti di finale | Quarti di finale  | Quarti di finale |              |                   | Semifinali        | Semifinali | Semifinali |  |  | Finale | Finale | Finale |  |
|  |                  |                   |                  |              |                   |                   |            |            |  |  |        |        |        |  |
|  | 1C               | Svezia            | 2 (2)            |              |                   |                   |            |            |  |  |        |        |        |  |
|  | 1C               | Svezia            | 2 (2)            |              |                   |                   |            |            |  |  |        |        |        |  |
|  | 2D               | Inghilterra (dtr) | 2 (3)            |              |                   |                   |            |            |  |  |        |        |        |  |
|  | 2D               | Inghilterra (dtr) | 2 (3)            |              | Inghilterra (dts) | Inghilterra (dts) | 2          |            |  |  |        |        |        |  |
|  |                  |                   |                  |              | Inghilterra (dts) | Inghilterra (dts) | 2          |            |  |  |        |        |        |  |
|  |                  |                   | Italia           | Italia       | 1                 |                   |            |            |  |  |        |        |        |  |
|  | 1A               | Norvegia          | Italia           | Italia       | 1                 | 1                 |            |            |  |  |        |        |        |  |
|  | 1A               | Norvegia          |                  |              |                   |                   |            |            |  |  |        |        |        |  |
|  | 2B               | Italia            | 2                |              |                   |                   |            |            |  |  |        |        |        |  |
|  | 2B               | Italia            | 2                |              | Inghilterra (dtr) | Inghilterra (dtr) | 1 (3)      |            |  |  |        |        |        |  |
|  |                  |                   |                  |              |                   |                   |            |            |  |  |        |        |        |  |
|  |                  |                   | Spagna           | Spagna       | 1 (1)             |                   |            |            |  |  |        |        |        |  |
|  | 1D               | Francia           | Spagna           | Spagna       | 1 (1)             | 1 (5)             |            |            |  |  |        |        |        |  |
|  | 1D               | Francia           |                  |              |                   |                   |            |            |  |  |        |        |        |  |
|  | 2C               | Germania (dtr)    | 1 (6)            |              |                   |                   |            |            |  |  |        |        |        |  |
|  | 2C               | Germania (dtr)    | 1 (6)            |              | Germania          | Germania          | 0          |            |  |  |        |        |        |  |
|  |                  |                   |                  |              | Germania          | Germania          | 0          |            |  |  |        |        |        |  |
|  |                  |                   | Spagna (dts)     | Spagna (dts) | 1                 |                   |            |            |  |  |        |        |        |  |
|  | 1B               | Spagna            | Spagna (dts)     | Spagna (dts) | 1                 | 2                 |            |            |  |  |        |        |        |  |
|  | 1B               | Spagna            |                  |              |                   |                   |            |            |  |  |        |        |        |  |
|  | 2A               | Svizzera          | 0                |              |                   |                   |            |            |  |  |        |        |        |  |

### Quarti di finale
| Arbitro: | Frappart |

|               |           |                  |
| Hegerberg 66’ | Marcatori | 50’, 90’ Girelli |

| Arbitro: | Huerta De Aza |

|                                                                |                      |                                                 |
| Asllani 2’ Blackstenius 25’                                    | Marcatori            | 79’ Bronze 81’ Agyemang                         |
| Angeldahl Zigiotti Olme Eriksson Björn Falk Jakobsson Holmberg | Tiri di rigore 2 – 3 | Russo James Mead Greenwood Kelly Clinton Bronze |

| Arbitro: | Ferrieri Caputi |

|                           |           |  |
| del Castillo 66’ Pina 71’ | Marcatori |  |

| Arbitro: | Olofsson |

|                                                                  |                      |                                                 |
| Geyoro 15’ (rig.)                                                | Marcatori            | 25’ Nüsken                                      |
| Majri Karchaoui Malard Baltimore Jean-François N'Dongala Sombath | Tiri di rigore 5 – 6 | Minge Dallmann Knaak Däbritz Berger Bühl Nüsken |

### Semifinali
| Arbitro: | Martinčić |

|                           |           |              |
| Agyemang 90+6’ Kelly 119’ | Marcatori | 33’ Bonansea |

| Arbitro: | Alves Batista |

|  |           |              |
|  | Marcatori | 113’ Bonmatí |

### Finale
| Arbitro: | Frappart |

|                                         |                      |                                       |
| Russo 57’                               | Marcatori            | 25’ Caldentey                         |
| Mead Greenwood Charles Williamson Kelly | Tiri di rigore 3 – 1 | Guijarro Caldentey Bonmatí Paralluelo |

## Statistiche

### Classifica marcatrici
4 reti
- Esther González

3 reti
- Cristiana Girelli
- Alexia Putellas
- Stina Blackstenius

2 reti
- Delphine Cascarino
- Grace Geyoro (1 rig.)
- Marie-Antoinette Katoto
- Jule Brand
- Sjoeke Nüsken (1 rig.)
- Lea Schüller
- Michelle Agyemang
- Lauren James
- Alessia Russo
- Georgia Stanway (1 rig.)
- Ella Toone
- Signe Gaupset
- Ada Hegerberg
- Frida Leonhardsen Maanum
- Victoria Pelova
- Mariona Caldentey
- Athenea del Castillo
- Claudia Pina
- Kosovare Asllani
- Lina Hurtig

1 rete
- Janice Cayman
- Hannah Eurlings
- Justine Vanhaevermaet
- Tessa Wullaert
- Signe Bruun
- Janni Thomsen
- Amalie Vangsgaard
- Katariina Kosola
- Natalia Kuikka (1 rig.)
- Oona Sevenius
- Sandy Baltimore
- Kadidiatou Diani (1 rig.)
- Sakina Karchaoui (1 rig.)
- Amel Majri
- Clara Matéo
- Sandie Toletti
- Hannah Cain
- Jessica Fishlock
- Aggie Beever-Jones
- Lucy Bronze
- Chloe Kelly
- Lauren Hemp
- Bethany Mead
- Keira Walsh
- Hlín Eiríksdóttir
- Sveindís Jane Jónsdóttir
- Glódís Perla Viggósdóttir (1 rig.)
- Barbara Bonansea
- Arianna Caruso
- Elisabetta Oliviero
- Caroline Graham Hansen
- Esmee Brugts
- Vivianne Miedema
- Natalia Padilla
- Ewa Pajor
- Martyna Wiankowska
- Telma Encarnação
- Diana Gomes
- Aitana Bonmatí
- Patricia Guijarro
- Vicky López
- Cristina Martín-Prieto
- Irene Paredes
- Filippa Angeldahl
- Smilla Holmberg
- Fridolina Rolfö (1 rig.)
- Alayah Pilgrim
- Géraldine Reuteler
- Nadine Riesen
- Riola Xhemaili

Autoreti
- Eva Nyström (1, pro Norvegia)
- Selma Bacha (1, pro Paesi Bassi)
- Julia Stierli (1, pro Norvegia)